# 6969 Сантаро
6969 Сантаро (6969 Santaro) — астероїд головного поясу, відкритий 4 листопада 1991 року.
Тіссеранів параметр щодо Юпітера — 3,656.
Названо на честь Сантаро (яп. さんたろう(参太郎) сантаро:).